# Золотой треугольник Индии
Золотой треугольник Индии — туристический маршрут, соединяющий столицу страны Дели, Агру и Джайпур. Маршрут получил название из-за расположений Нью-Дели, Агры и Раджастхана на географической карте, вместе образующих треугольник. Обычно поездки начинаются в Дели, откуда направляются на юг к расположенному в Агре Тадж-Махалу. Затем на запад — к пустынным ландшафтам Раджастхана. Совершить поездку можно на автобусе или в частном порядке через большинство туроператоров. В настоящее время Золотой треугольник является популярным маршрутом, предлагающим широкий спектр различных ландшафтов. Протяженность кольца составляет около 720 км. Каждая сторона треугольника занимает от 4 до 6 часов езды. Дели с Агрой и Джайпуром связывают также поезда Шатабди Экспресс.

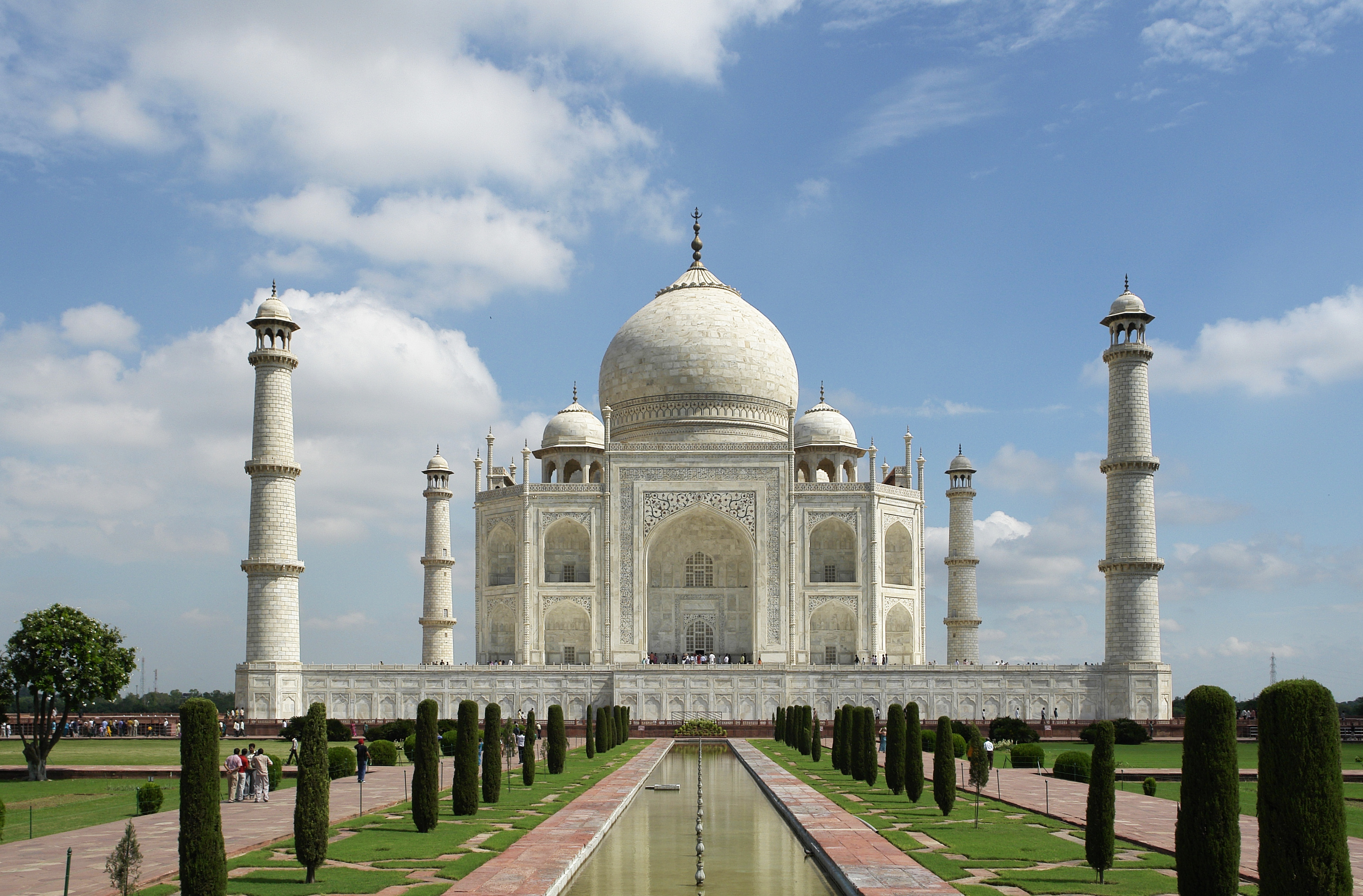
Тадж-Махал в Агре
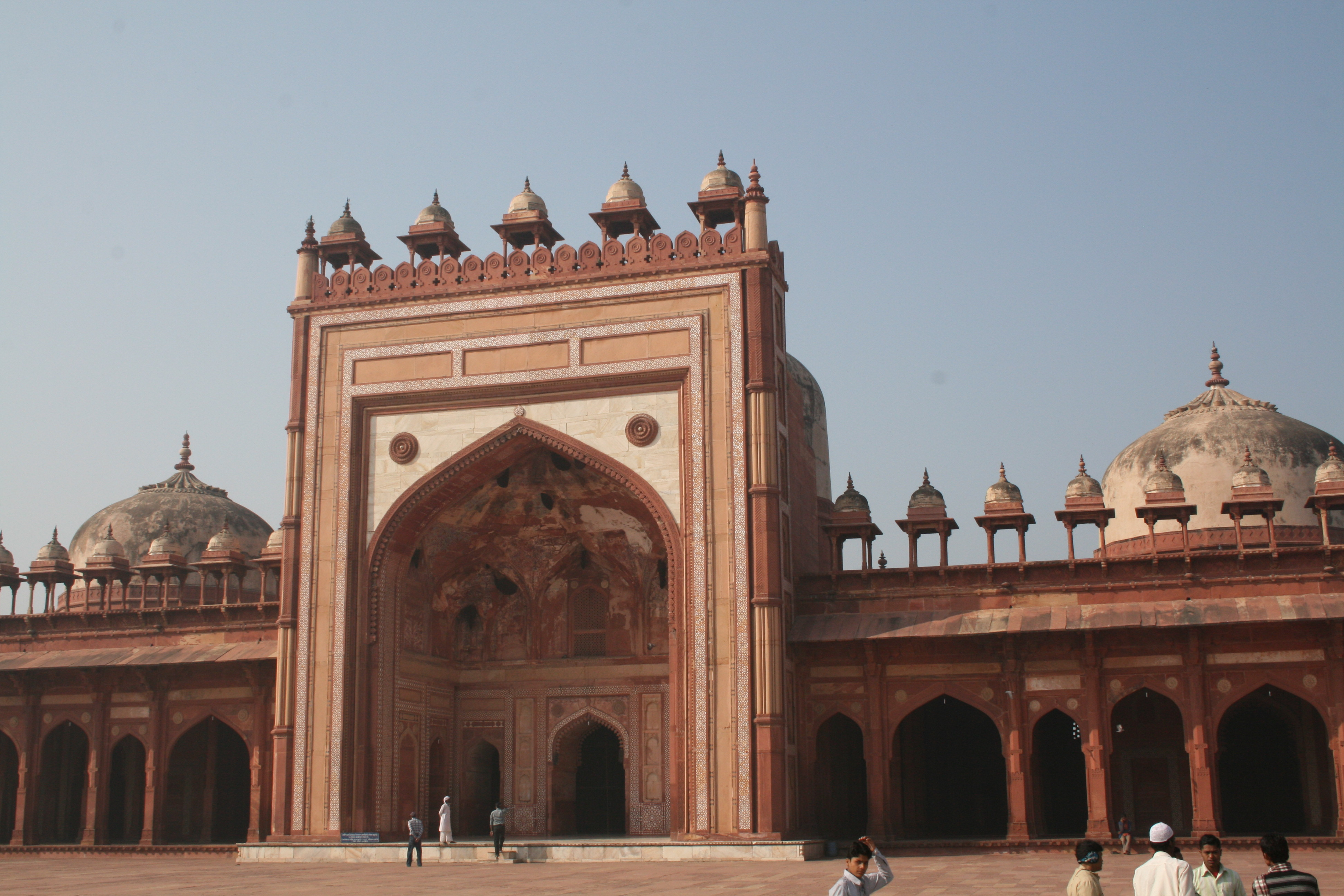
Джума-мечеть в Фатехпур-Сикри (рядом с Агрой)
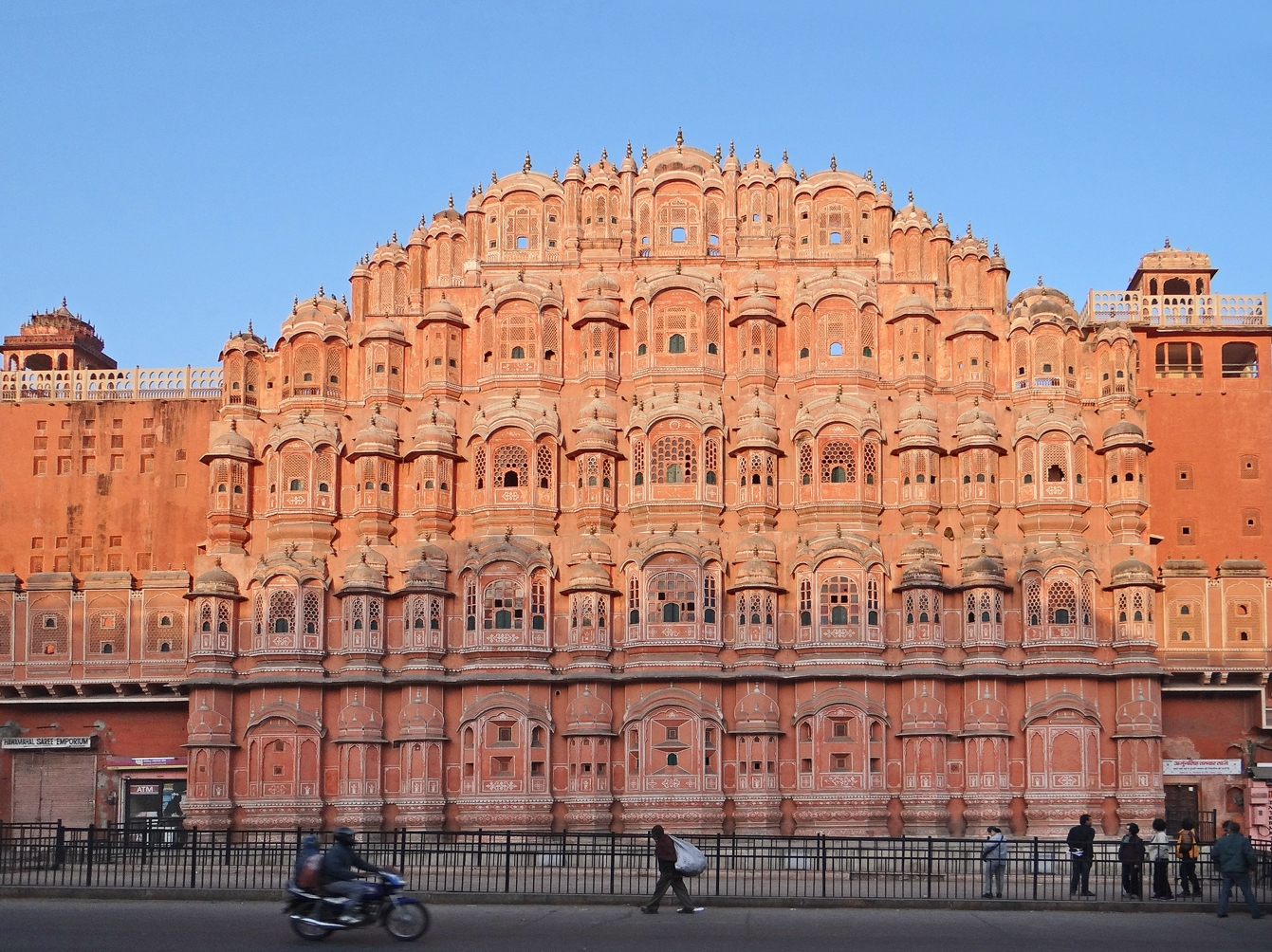
Хава-Махал в Джайпуре